# Real Betis Balompié B
Il Betis Balompié B, o semplicemente Betis B, è una società calcistica della città di Siviglia, in Spagna.
Fu fondata nel 1963 e oggi è la squadra riserve del Betis Balompié.
Il club milita nella Primera Federación, la terza serie del campionato spagnolo di calcio.

## Statistiche
| Anno    | Categoria | Piazzamento | Copa del Rey |
| ------- | --------- | ----------- | ------------ |
| 1998/99 | 2ªB       | 9th         |              |
| 1999/00 | 2ªB       | 17th        |              |
| 2000/01 | 3ª        | 2nd         |              |
| 2001/02 | 2ªB       | 8th         |              |
| 2002/03 | 2ªB       | 15th        |              |
| 2003/04 | 2ªB       | 16th        |              |
| 2004/05 | 3ª        | 8th         |              |
| 2005/06 | 3ª        | 6th         |              |
| 2006/07 | 3ª        | 2nd         |              |
| 2007/08 | 2ªB       | 12th        |              |
| 2008/09 | 2ªB       | 11th        |              |
| 2009/10 | 2ªB       | 14th        |              |
| 2010/11 | 2ªB       | 16th        |              |
| 2011/12 | 2ªB       | 8th         |              |
| 2012/13 | 2ªB       | 20th        |              |

### Rosa 2013-2014
| N. |                   | Ruolo | Calciatore     |
| -- | ----------------- | ----- | -------------- |
| 1  | Spagna (bandiera) | P     | Antonio Ayala  |
| 2  | Spagna (bandiera) | D     | Manu Palancar  |
| 3  | Spagna (bandiera) | D     | Fran Ávila     |
| 4  | Spagna (bandiera) | D     | Borja Navarro  |
| 5  | Spagna (bandiera) | D     | Manu Herrera   |
| 6  | Spagna (bandiera) | C     | Carlos García  |
| 7  | Spagna (bandiera) | C     | Miguel Maza    |
| 8  | Spagna (bandiera) | A     | Sergio         |
| 9  | Spagna (bandiera) | A     | David Querol   |
| 10 | Spagna (bandiera) | C     | Edu Alarte     |
| 11 | Spagna (bandiera) | A     | Eneko Eizmendi |

| N. |                   | Ruolo | Calciatore        |
| -- | ----------------- | ----- | ----------------- |
| 12 | Spagna (bandiera) | A     | Ariday Cabrera    |
| 13 | Spagna (bandiera) | P     | Bernabé           |
| 14 | Spagna (bandiera) | C     | Nono              |
| 15 | Spagna (bandiera) | D     | Álvaro Tejedor    |
| 17 | Spagna (bandiera) | C     | Fausto Tienza     |
| 18 | Spagna (bandiera) | C     | Rubén Cárdenas    |
| 19 | Spagna (bandiera) | A     | Alexander Alegría |
| 20 | Spagna (bandiera) | D     | Isaac             |
| 21 | Spagna (bandiera) | C     | Vilarchao         |
| 22 | Spagna (bandiera) | A     | Luis Madrigal     |
| 23 | Spagna (bandiera) | D     | Varela            |

### Staff tecnico
| Ruolo          | Nome                | Nazione |
| -------------- | ------------------- | ------- |
| Allenatore     | Oscar Cano          | Spagna  |
| Fisioterapista | David Gomez         | Spagna  |
| Dottore        | Jose Juan Alejandre | Spagna  |

## Real Betis Balompié C
Il Real Betis Balompié C era la sezione giovanile del Betis subito sotto il Betis B.
Fu fondata nel 1962 e si sciolse nel 2011.